# Damian Clara
Damian Clara (* 13. Januar 2005 in Bruneck) ist ein italienischer Eishockeytorwart, der seit Juli 2024 bei den Anaheim Ducks aus der National Hockey League (NHL) unter Vertrag steht und seit Juli 2025 auf Leihbasis für Brynäs IF in der Svenska Hockeyligan (SHL) spielt.

## Karriere
Damian Clara begann seine Karriere in der Jugend des HC Pustertal aus seiner Heimatstadt Bruneck. 2016 wechselte er in die Nachwuchsakademie des EC Red Bull Salzburg. Mit den Salzburgern gewann er 2021 die ICE Young Stars League. In der Folgesaison spielte er mit der U18-Mannschaft des Klubs in der tschechischen U20-Liga, wurde aber auch einmal in der Alps Hockey League eingesetzt. 2022 wechselte er nach Schweden, wo ihn der Färjestad BK unter Vertrag nahm. Für die Värmländer spielte er in der J20 Nationell, der höchsten schwedischen Juniorenliga. Auf Leihbasis kam er zudem zweimal für den BIK Karlskoga in der HockeyAllsvenskan zum Einsatz.
Zur Spielzeit 2023/24 wurde er an den Brynäs IF, ebenfalls aus der HockeyAllsvenskan, verliehen. Zugleich wurde er Ende Juni im NHL Entry Draft 2023 in der zweiten Runde an 60. Stelle von den Anaheim Ducks aus der National Hockey League (NHL) ausgewählt. Mit Brynäs sicherte er sich in der Folge die Meisterschaft der Allsvenskan und anschließend den Aufstieg in die Svenska Hockeyligan. Die Leihe endete daraufhin und der Torwart, der einen Vertrag in Anaheim unterschrieb, kam bis Februar 2025 auf Leihbasis wieder in Färjestad zum Einsatz. Es folgten eine weitere Leihe zu Oulun Kärpät in die finnische Liiga, ehe er im April desselben Jahres in den Kader von Anaheims Farmteam, die San Diego Gulls, in die American Hockey League (AHL) beordert wurde.
Zur Saison 2025/26 wurde der Torhüter von den Ducks an Brynäs IF verliehen.

### International
Im Juniorenbereich spielte Clara für Italien bei den U18-Weltmeisterschaften 2022 und 2023, als er die höchste Fangquote und den geringsten Gegentorschnitt des Turniers aufwies und zum besten Torhüter gewählt wurde, jeweils in der Division I. Mit der italienischen U20-Auswahl nahm er an den Weltmeisterschaften 2022, als er die drittbeste Fangquote nach seinem Landsmann Carlo Muraro und dem Spanier Sergi Reina erreichte, in der Division II und 2023, als er mit der besten Fangquote des Turniers zum besten Spieler seiner Mannschaft gewählt wurde, in der Division I teil. Sowohl 2022 als auch 2023 wurde er als bester Torhüter des Turniers ausgezeichnet.
Bereits als 16-Jähriger gehörte Clara zum italienischen Kader bei der Weltmeisterschaft 2021 in der Top-Division, wurde aber nicht eingesetzt. Nach dem Abstieg 2022, bei dem Clara nicht zum Aufgebot zählte, kam er 2023 in der Division I zu seinen ersten Einsätzen und erreichte die drittbeste Fangquote nach dem Briten Ben Bowns und dem Polen John Murray. Es folgten weitere Teilnahmen in den Jahren 2024 und 2025, ihm als Zweitplatzierten die Rückkehr in die Top-Division gelang.

## Erfolge und Auszeichnungen
- 2021 Gewinn der ICE Young Stars League mit dem EC Red Bull Salzburg
- 2024 Meister der HockeyAllsvenskan und Aufstieg in die Svenska Hockeyligan mit Brynäs IF
- 2024 Guldgallret

### International
| - 2022 Aufstieg in die Division IB bei der U20-Weltmeisterschaft der Division IIA - 2022 Bester Torwart der U20-Weltmeisterschaft der Division IIA - 2023 Bester Torwart der U20-Weltmeisterschaft der Division IB - 2023 Höchste Fangquote bei der U20-Weltmeisterschaft der Division IB | - 2023 Bester Torwart der U18-Weltmeisterschaft der Division IB - 2023 Höchste Fangquote und geringster Gegentorschnitt bei der U18-Weltmeisterschaft der Division IB - 2025 Aufstieg in die Top-Division bei der Weltmeisterschaft |